# Danh sách tiểu hành tinh: 16501–16600
| Tên                 | Tên đầu tiên | Ngày phát hiện       | Nơi phát hiện          | Người phát hiện             |
| ------------------- | ------------ | -------------------- | ---------------------- | --------------------------- |
| 16501               | 1990 SX13    | 23 tháng 9 năm 1990  | La Silla               | H. Debehogne                |
| 16502               | 1990 SB14    | 23 tháng 9 năm 1990  | La Silla               | H. Debehogne                |
| 16503 -             | 1990 TY      | 15 tháng 10 năm 1990 | Geisei                 | T. Seki                     |
| 16504               | 1990 TR5     | 9 tháng 10 năm 1990  | Siding Spring          | R. H. McNaught              |
| 16505 Sulzer        | 1990 TB13    | 12 tháng 10 năm 1990 | Tautenburg Observatory | F. Börngen, L. D. Schmadel  |
| 16506               | 1990 UH1     | 20 tháng 10 năm 1990 | Siding Spring          | R. H. McNaught              |
| 16507 Fuuren        | 1990 UM2     | 24 tháng 10 năm 1990 | Kitami                 | K. Endate, K. Watanabe      |
| 16508               | 1990 UB3     | 19 tháng 10 năm 1990 | Dynic                  | A. Sugie                    |
| 16509 -             | 1990 UE4     | 16 tháng 10 năm 1990 | La Silla               | E. W. Elst                  |
| 16510 -             | 1990 UL4     | 16 tháng 10 năm 1990 | La Silla               | E. W. Elst                  |
| 16511 -             | 1990 UR4     | 16 tháng 10 năm 1990 | La Silla               | E. W. Elst                  |
| 16512 -             | 1990 VQ4     | 15 tháng 11 năm 1990 | La Silla               | E. W. Elst                  |
| 16513 Vasks         | 1990 VP6     | 15 tháng 11 năm 1990 | La Silla               | E. W. Elst                  |
| 16514 Stevelia      | 1990 VZ6     | 11 tháng 11 năm 1990 | Palomar                | C. S. Shoemaker, D. H. Levy |
| 16515 Usmanʹgrad    | 1990 VN14    | 15 tháng 11 năm 1990 | Nauchnij               | L. I. Chernykh              |
| 16516 Efremlevitan  | 1990 VR14    | 15 tháng 11 năm 1990 | Nauchnij               | L. I. Chernykh              |
| 16517               | 1990 WD      | 19 tháng 11 năm 1990 | Siding Spring          | R. H. McNaught              |
| 16518 Akihikoito    | 1990 WF      | 16 tháng 11 năm 1990 | Okutama                | T. Hioki, S. Hayakawa       |
| 16519 -             | 1990 WV      | 18 tháng 11 năm 1990 | La Silla               | E. W. Elst                  |
| 16520 -             | 1990 WO3     | 21 tháng 11 năm 1990 | La Silla               | E. W. Elst                  |
| 16521 -             | 1990 WR5     | 18 tháng 11 năm 1990 | La Silla               | E. W. Elst                  |
| 16522 Tell          | 1991 AJ3     | 15 tháng 1 năm 1991  | Tautenburg Observatory | F. Börngen                  |
| 16523               | 1991 BP      | 19 tháng 1 năm 1991  | Dynic                  | A. Sugie                    |
| 16524 Hausmann      | 1991 BB3     | 17 tháng 1 năm 1991  | Tautenburg Observatory | F. Börngen                  |
| 16525 Shumarinaiko  | 1991 CU2     | 14 tháng 2 năm 1991  | Kitami                 | K. Endate, K. Watanabe      |
| 16526 -             | 1991 DC      | 17 tháng 2 năm 1991  | Yorii                  | M. Arai, H. Mori            |
| 16527 -             | 1991 DH1     | 18 tháng 2 năm 1991  | Palomar                | E. F. Helin                 |
| 16528 Terakado      | 1991 GV      | 2 tháng 4 năm 1991   | Kitami                 | K. Endate, K. Watanabe      |
| 16529 Dangoldin     | 1991 GO1     | 9 tháng 4 năm 1991   | Palomar                | E. F. Helin                 |
| 16530 -             | 1991 GR7     | 8 tháng 4 năm 1991   | La Silla               | E. W. Elst                  |
| 16531 -             | 1991 GO8     | 8 tháng 4 năm 1991   | La Silla               | E. W. Elst                  |
| 16532 -             | 1991 LY      | 14 tháng 6 năm 1991  | Palomar                | E. F. Helin                 |
| 16533 -             | 1991 LA1     | 14 tháng 6 năm 1991  | Palomar                | E. F. Helin                 |
| 16534 -             | 1991 NB1     | 10 tháng 7 năm 1991  | Palomar                | E. F. Helin                 |
| 16535               | 1991 NF3     | 4 tháng 7 năm 1991   | La Silla               | H. Debehogne                |
| 16536 -             | 1991 PV1     | 10 tháng 8 năm 1991  | La Silla               | E. W. Elst                  |
| 16537               | 1991 PF11    | 8 tháng 8 năm 1991   | Palomar                | H. E. Holt                  |
| 16538               | 1991 PO12    | 5 tháng 8 năm 1991   | Palomar                | H. E. Holt                  |
| 16539               | 1991 PY12    | 5 tháng 8 năm 1991   | Palomar                | H. E. Holt                  |
| 16540               | 1991 PO16    | 7 tháng 8 năm 1991   | Palomar                | H. E. Holt                  |
| 16541               | 1991 PW18    | 8 tháng 8 năm 1991   | Palomar                | H. E. Holt                  |
| 16542 -             | 1991 PK31    | 14 tháng 8 năm 1991  | La Silla               | E. W. Elst                  |
| 16543 -             | 1991 RC2     | 5 tháng 9 năm 1991   | Haute Provence         | E. W. Elst                  |
| 16544 Hochlehnert   | 1991 RA3     | 9 tháng 9 năm 1991   | Tautenburg Observatory | L. D. Schmadel, F. Börngen  |
| 16545 -             | 1991 RN4     | 9 tháng 9 năm 1991   | Kiyosato               | S. Otomo                    |
| 16546               | 1991 RP5     | 13 tháng 9 năm 1991  | Palomar                | H. E. Holt                  |
| 16547 -             | 1991 RS7     | 7 tháng 9 năm 1991   | Palomar                | E. F. Helin                 |
| 16548               | 1991 RR9     | 10 tháng 9 năm 1991  | Palomar                | H. E. Holt                  |
| 16549               | 1991 RE10    | 12 tháng 9 năm 1991  | Palomar                | H. E. Holt                  |
| 16550               | 1991 RB13    | 10 tháng 9 năm 1991  | Palomar                | H. E. Holt                  |
| 16551               | 1991 RT14    | 15 tháng 9 năm 1991  | Palomar                | H. E. Holt                  |
| 16552 Sawamura      | 1991 SB      | 16 tháng 9 năm 1991  | Kitami                 | K. Endate, K. Watanabe      |
| 16553 -             | 1991 TL14    | 7 tháng 10 năm 1991  | Palomar                | C. P. de Saint-Aignan       |
| 16554               | 1991 UE2     | 29 tháng 10 năm 1991 | Kushiro                | S. Ueda, H. Kaneda          |
| 16555 Nagaomasami   | 1991 US3     | 31 tháng 10 năm 1991 | Kitami                 | K. Endate, K. Watanabe      |
| 16556               | 1991 VQ1     | 4 tháng 11 năm 1991  | Kushiro                | S. Ueda, H. Kaneda          |
| 16557               | 1991 VE2     | 9 tháng 11 năm 1991  | Kushiro                | S. Ueda, H. Kaneda          |
| 16558 -             | 1991 VQ2     | 1 tháng 11 năm 1991  | Palomar                | E. F. Helin                 |
| 16559               | 1991 VA3     | 9 tháng 11 năm 1991  | Dynic                  | A. Sugie                    |
| 16560 Daitor        | 1991 VZ5     | 2 tháng 11 năm 1991  | La Silla               | E. W. Elst                  |
| 16561 Rawls         | 1991 VP7     | 3 tháng 11 năm 1991  | Kitt Peak              | Spacewatch                  |
| 16562 -             | 1992 AV1     | 9 tháng 1 năm 1992   | Palomar                | E. F. Helin                 |
| 16563 Ob            | 1992 BF2     | 30 tháng 1 năm 1992  | La Silla               | E. W. Elst                  |
| 16564 Coriolis      | 1992 BK2     | 30 tháng 1 năm 1992  | La Silla               | E. W. Elst                  |
| 16565 -             | 1992 CZ1     | 12 tháng 2 năm 1992  | Mérida                 | O. A. Naranjo, J. Stock     |
| 16566 -             | 1992 CZ2     | 2 tháng 2 năm 1992   | La Silla               | E. W. Elst                  |
| 16567 -             | 1992 CQ3     | 2 tháng 2 năm 1992   | La Silla               | E. W. Elst                  |
| 16568 -             | 1992 DX5     | 29 tháng 2 năm 1992  | La Silla               | UESAC                       |
| 16569 -             | 1992 DA10    | 29 tháng 2 năm 1992  | La Silla               | UESAC                       |
| 16570 -             | 1992 DE11    | 29 tháng 2 năm 1992  | La Silla               | UESAC                       |
| 16571               | 1992 EE      | 2 tháng 3 năm 1992   | Kushiro                | S. Ueda, H. Kaneda          |
| 16572 -             | 1992 EU5     | 2 tháng 3 năm 1992   | La Silla               | UESAC                       |
| 16573 -             | 1992 EC10    | 2 tháng 3 năm 1992   | La Silla               | UESAC                       |
| 16574 -             | 1992 EU10    | 6 tháng 3 năm 1992   | La Silla               | UESAC                       |
| 16575 -             | 1992 EH11    | 6 tháng 3 năm 1992   | La Silla               | UESAC                       |
| 16576 -             | 1992 EY11    | 6 tháng 3 năm 1992   | La Silla               | UESAC                       |
| 16577 -             | 1992 ET23    | 2 tháng 3 năm 1992   | La Silla               | UESAC                       |
| 16578 Essjayess     | 1992 FM1     | 29 tháng 3 năm 1992  | Siding Spring          | D. I. Steel                 |
| 16579               | 1992 GO      | 3 tháng 4 năm 1992   | Kushiro                | S. Ueda, H. Kaneda          |
| 16580 -             | 1992 HA      | 21 tháng 4 năm 1992  | Kiyosato               | S. Otomo                    |
| 16581               | 1992 JF3     | 8 tháng 5 năm 1992   | La Silla               | H. Debehogne                |
| 16582               | 1992 JS3     | 11 tháng 5 năm 1992  | La Silla               | H. Debehogne                |
| 16583 -             | 1992 OH2     | 26 tháng 7 năm 1992  | La Silla               | E. W. Elst                  |
| 16584 -             | 1992 PM      | 8 tháng 8 năm 1992   | Caussols               | E. W. Elst                  |
| 16585               | 1992 QR      | 23 tháng 8 năm 1992  | Palomar                | H. E. Holt                  |
| 16586 -             | 1992 RZ6     | 2 tháng 9 năm 1992   | La Silla               | E. W. Elst                  |
| 16587 Nagamori      | 1992 SE      | 21 tháng 9 năm 1992  | Kitami                 | K. Endate, K. Watanabe      |
| 16588 Johngee       | 1992 ST      | 23 tháng 9 năm 1992  | Palomar                | E. F. Helin                 |
| 16589 Hastrup       | 1992 SL1     | 24 tháng 9 năm 1992  | Palomar                | E. F. Helin                 |
| 16590 Brunowalter   | 1992 SM2     | 21 tháng 9 năm 1992  | Tautenburg Observatory | F. Börngen, L. D. Schmadel  |
| 16591               | 1992 SY17    | 30 tháng 9 năm 1992  | Palomar                | H. E. Holt                  |
| 16592               | 1992 TM1     | 3 tháng 10 năm 1992  | Palomar                | H. E. Holt                  |
| 16593 -             | 1992 UB3     | 25 tháng 10 năm 1992 | Okutama                | T. Hioki, S. Hayakawa       |
| 16594 Sorachi       | 1992 UL4     | 16 tháng 10 năm 1992 | Kitami                 | K. Endate, K. Watanabe      |
| 16595               | 1992 UU6     | 20 tháng 10 năm 1992 | Palomar                | H. E. Holt                  |
| 16596 Stevenstrauss | 1992 UN7     | 18 tháng 10 năm 1992 | Kitt Peak              | Spacewatch                  |
| 16597 -             | 1992 YU1     | 18 tháng 12 năm 1992 | Caussols               | E. W. Elst                  |
| 16598 -             | 1992 YC2     | 18 tháng 12 năm 1992 | Caussols               | E. W. Elst                  |
| 16599 Shorland      | 1993 BR2     | 20 tháng 1 năm 1993  | Yatsugatake            | Y. Kushida, O. Muramatsu    |
| 16600               | 1993 DQ      | 21 tháng 2 năm 1993  | Kushiro                | S. Ueda, H. Kaneda          |